# Армарос
Армарос — один из лидеров «падших ангелов», перечисленный 11-м в Книге Еноха.
Книга Еноха — один из древнейших ветхозаветных апокрифов, содержит перечисление имен владык «падших ангелов», в котором Армарос (в русском переводе — Анани) упомянут 11-м.
Существует несколько толкований значения этого имени. Обычно оно трактуется, как «Проклятый» или «Проклятие Бога» (в реконструируемой полной форме Армониэль). Однако, оно также может значить «(Пришедший) с Хермона» (важную роль в повествовании в книге Еноха играет гора Хермон). С другой стороны, русский вариант Анани (из классического перевода А. В. Смирнова) позволяет толковать это имя как «Милость Господня» (ср. Анания).